# Саме (Восточный Тимор)
Саме (тетум Same) — город и подрайон на юго-западе центральной части Восточного Тимора. Административный центр округа Мануфахи, который во времена португальского владычества также назывался Саме.

## История
Город был почти полностью разрушен индонезийскими войсками после объявления Восточным Тимором независимости.

## География
Расположен в 49 км от столицы страны, города Дили, на высоте 384 м над уровнем моря. Площадь подрайона — 355,28 км².

## Население
Население по данным на 2010 год составляет 27 554 человека. По данным на 2004 год оно насчитывало 26 066 человек. Большую часть населения составляет этническая группа бунак. Средний возраст населения по данным на 2010 год — 18,3 лет.

## Экономика
Основными сельскохозяйственными культурами, выращиваемыми в подрайоне Саме, являются: маниок, кукуруза, кокосы, овощи, кофе и рис.